# Elecciones parlamentarias de Hungría de 1985
Las elecciones parlamentarias de Hungría se realizaron el 8 de junio de 1985.  El Partido Socialista Obrero Húngaro fue el único partido en disputar las elecciones y ganó 288 de los 387 escaños, mientras que los otros 98 fueron ocupados por independientes designados por el partido, un escaño quedó vacante.

## Sistema Electoral
El sistema electoral fue modificado para las elecciones de 1985.  Además de los 352 distritos electorales de un solo miembro utilizados en elecciones anteriores, otros 35 miembros del Parlamento fueron elegidos a través de una lista nacional.  Los votantes que estaban fuera de casa el día de las elecciones solo podían votar en la lista nacional, que tenía alrededor de 160,000 votantes adicionales en comparación con las circunscripciones de un solo miembro.
En las circunscripciones de un solo miembro tenía que haber al menos dos candidatos.  Esto se logró en todos los escaños, excepto en Keszthely, donde un candidato retiró su nominación.  Se celebró una elección parcial para el puesto en la primavera de 1986.

## Resultados
| Partido                           | Circunscripción uninominal | Circunscripción uninominal | Lista Nacional | Lista Nacional | Escaños | +/– |
| Partido                           | Votos                      | %                          | Votos          | %              | Escaños | +/– |
| --------------------------------- | -------------------------- | -------------------------- | -------------- | -------------- | ------- | --- |
| Partido Socialista Obrero Húngaro | 6,636,685                  | 98.8                       | 7,145,601      | 99.1           | 288     | +36 |
| Independientes                    | 6,636,685                  | 98.8                       | 7,145,601      | 99.1           | 98      | –2  |
| Vacante                           | –                          | –                          | –              | –              | 1       | –   |
| En Contra                         | 79,702                     | 1.2                        | 64,894         | 0,9            | –       | –   |
| Inválidos/Votos en blanco         | 386,759                    | –                          | 55,420         | –              | –       | –   |
| Total                             | 7,103,146                  | 100                        | 7,256,915      | 100            | 387     | +35 |
| Votos registrados/participación   | 7,586,480                  | 93.9                       | 7,728,208      | 94.0           | –       | –   |